# Apodocephala minor
Apodocephala minor là một loài thực vật có hoa trong họ Cúc. Loài này được Scott-Elliot mô tả khoa học đầu tiên năm 1891.